# Hawksworthiana peltigericola
Hawksworthiana peltigericola är en lavart som först beskrevs av David Leslie Hawksworth, och fick sitt nu gällande namn av U. Braun 1988. Hawksworthiana peltigericola ingår i släktet Hawksworthiana, divisionen sporsäcksvampar och riket svampar.  Arten är reproducerande i Sverige. Inga underarter finns listade i Catalogue of Life.